# Museu de les Artesanies d'Atzeneta d'Albaida
El Museu dels Artesanies: pedra, campanes, espart, és un museu, reconegut com a tal des d'octubre de 2011, situat en la localitat d'Atzeneta d'Albaida, a la comarca de la Vall d'Albaida, que té la seva seu en dues ubicaciones, un antic escorxador datat de 1930 i obra de l'arquitecte Javier Goerlich Lleó; i un antic safareig restaurat per a realitzar en ell conferències, exposicions i tallers.

## Història i descripció
El Museu dels Artesanies sorgeix del desig de posar en valor i donar a conèixer els sectors artesans en els quals es va basar el desenvolupament econòmic de la localitat i pobles de voltants. La Col·lecció Museogràfica Municipal, origen de l'actual Museu, està dedicada als treballs artesanals del municipi, des del treball de l'espart documentat ja en època musulmana, passant pel treball de la pedra des del segle XVII, i finalitzant amb la saga dels campaners Roses i la seua fosa de bronzes, mundialment coneguda.
És per això que en el seu nom es parla de "pedra, campanes i espart", la pedra perquè tant en Atzeneta com a Carrícola es poden trobar pedreres en les quals s'extreien pedres per a l'elaboració de queixals de molí, lloses d'enllosar, etc.
Les campanes perquè en Atzeneta se situa una de les foses més importants de la Comunitat Valenciana, la de la família Roses i que va estar en funcionament des de 1821 a 1972.
L'espart perquè aquesta era una activitat econòmica que solia utilitzar-se per a complementar els ingressos familiars. Va ser durant els segles XVIII, XIX i XX quan aquest sector va créixer considerablement donant lloc a manufactures de catifes, sàrries, cabassos, etc.
Forma part de la Xarxa de Museus Etnològics Locals de la Diputació de València, per un acord local des de l'any 2017.
El museu aposta per aconseguir la major accessibilitat possible, i per aconseguir-ho realitza un ventall d'activitats i accions entre les quals podem destacar l'obertura gratuïta amb motiu del Dia Internacional dels Museus, amb  visites guiades amb intèrprets de llengua de signes, mitjançant una selecció de vídeos sobre el contingut de la seva col·lecció museogràfica, amb l'objectiu d'acostar aquest petit museu a les persones sordes i facilitar així el seu accés a la cultura. El projecte va comptar  amb la col·laboració i l'assessorament de la Federació de Persones Sordes de la Comunitat Valenciana (Fesord CV). O  ser el punt d'origen de rutes turístiques com la Ruta dels safaretjos.